# Tournoi des Cinq Nations 1950
Navigation
Tournoi 1949 Tournoi 1951
Le Tournoi des Cinq Nations 1950, se déroulant du 14 janvier au 25 mars 1950, voit la victoire du pays de Galles avec son quatrième Grand Chelem.

## Classement
| Rang | Nations        | J | V | N | D | PP | PC  | Δ   | Pts |
| ---- | -------------- | - | - | - | - | -- | --- | --- | --- |
| 1    | Pays de Galles | 4 | 4 | 0 | 0 | 50 | -8  | +42 | 8   |
| 2    | Écosse         | 4 | 2 | 0 | 2 | 21 | -49 | -28 | 4   |
| 3    | Irlande (T)    | 4 | 1 | 1 | 2 | 27 | -12 | -15 | 3   |
| 3    | France         | 4 | 1 | 1 | 2 | 14 | -35 | -31 | 3   |
| 5    | Angleterre     | 4 | 1 | 0 | 3 | 22 | -30 | -8  | 2   |

- Légende
J matches joués, V victoires, N matches nuls, D défaites
PP points pour, PC points contre, Δ différence de points PP-PC
Pts points de classement (2 points pour une victoire, 1 point en cas de match nul, rien pour une défaite)
T Tenante du titre 1949.
- Le pays de Galles victorieux à les meilleures attaque et défense (et donc plus forte différence de points).

## Résultats
Les matches se jouent le samedi sur neuf dates :
| Édimbourg, 14 janvier 1950 | Écosse         | 08 - 5  | France         |
| Londres, 21 janvier 1950   | Angleterre     | 05 - 11 | Pays de Galles |
| Colombes, 28 janvier 1950  | France         | 03 - 3  | Irlande        |
| Cardiff, 4 février 1950    | Pays de Galles | 12 - 0  | Écosse         |
| Londres11 février 1950     | Angleterre     | 03 - 0  | Irlande        |
| Colombes, 25 février 1950  | France         | 06 - 3  | Angleterre     |
| Dublin, 25 février 1950    | Irlande        | 21 - 0  | Écosse         |
| Dublin, 11 mars 1950       | Irlande        | 03 - 6  | Pays de Galles |
| Édimbourg, 18 mars 1950    | Écosse         | 13 - 11 | Angleterre     |
| Cardiff, 25 mars 1950      | Pays de Galles | 21 - 0  | France         |

## Les matches de la France
La France joue quatre matches dont les fiches techniques suivent :

### Écosse - France
L'Ecosse remporte une troisième victoire consécutive sur la France :
| 14 janvier 1950 Temps glacial | Écosse                                                                   | 08 - 5 (8-0) | France                                        | Murrayfield, Édimbourg Bon terrain 70 000 spectateurs Arbitre : Mr Trevor-Jones (pays de Galles) |
| 14 janvier 1950 Temps glacial | Essai(s) : 2 R McDonald G Budge Transformation(s) : 1/2 L Bruce-Lockhart |              | Essai(s) : Merquey Transformation(s) : J Prat | Murrayfield, Édimbourg Bon terrain 70 000 spectateurs Arbitre : Mr Trevor-Jones (pays de Galles) |
| 14 janvier 1950 Temps glacial |                                                                          |              |                                               | Murrayfield, Édimbourg Bon terrain 70 000 spectateurs Arbitre : Mr Trevor-Jones (pays de Galles) |

### France - Irlande
Premier match nul entre la France et l'Irlande :
| 28 janvier 1950 Temps froid | France          | 3 - 3 (3-0) | Irlande                | Stade Yves-du-Manoir, Colombes Terrain dur 35 000 spectateurs Arbitre : T Pearce |
| 28 janvier 1950 Temps froid | Drop(s) : Lauga |             | Pénalité(s) : J Burges | Stade Yves-du-Manoir, Colombes Terrain dur 35 000 spectateurs Arbitre : T Pearce |
| 28 janvier 1950 Temps froid |                 |             |                        | Stade Yves-du-Manoir, Colombes Terrain dur 35 000 spectateurs Arbitre : T Pearce |

### France - Angleterre
C'est la quatrième victoire du quinze tricolore à Colombes face au XV de la Rose :
| 25 février 1950 Temps pluvieux | France                        | 6 - 3 (3-3) | Angleterre         | Stade Yves-du-Manoir, Colombes Terrain lourd 43 000 spectateurs Arbitre : N Lambert |
| 25 février 1950 Temps pluvieux | Essai(s) : 2 Pilon F Cazenave |             | Essai(s) : J Smith | Stade Yves-du-Manoir, Colombes Terrain lourd 43 000 spectateurs Arbitre : N Lambert |
| 25 février 1950 Temps pluvieux |                               |             |                    | Stade Yves-du-Manoir, Colombes Terrain lourd 43 000 spectateurs Arbitre : N Lambert |

### Pays de Galles - France
La France ne réédite pas son exploit de gagner au pays de Galles comme en 1948 :
| 25 mars 1950 Beau temps ensoleillé. | Pays de Galles                                                                                   | 21 - 0 (5-0) | France | Arms Park, Cardiff Bon terrain 55 000 spectateurs Arbitre : J Dowling |
| 25 mars 1950 Beau temps ensoleillé. | Essai(s) : 4 J Matthews K Jones (2) E John Transformation(s) : 3/4 B Jones Pénalité(s) : B Jones |              |        | Arms Park, Cardiff Bon terrain 55 000 spectateurs Arbitre : J Dowling |
| 25 mars 1950 Beau temps ensoleillé. |                                                                                                  |              |        | Arms Park, Cardiff Bon terrain 55 000 spectateurs Arbitre : J Dowling |